# Коломиєць Авенір Каленикович
Авені́р Кале́никович Коломи́єць (нар. 19 лютого 1905, Городець, Рівненщина — 22 липня 1946, Зальцбург, Австрія) — український театральний режисер, журналіст, поет і прозаїк, укладач підручників із мови та літератури, редактор і видавець; художник та виготовлювач бандур.
Псевдоніми: Марко Крилатий, Лесь Барс, Осип Сизий, Андрій Чорногуз.

## З біографії
Народився 19 листопада 1905 році [за іншими даними — 19 лютого 1906] у м. Бережниці Луцького повіту на Волині [за іншими даними — у с. Городець, тепер — Володимирецького району Рівненської області].
Закінчив Клеванське духовне училище, потім Волинську духовну семінарію (1920–1926). Друкуватися почав з 1928 році у «Літературно-науковому віснику» Дмитра Донцова. Був одним з творців що в 1929 році у Варшаві створили літературну громаду «Танк». Вчителював у селах Малі Сади й Ситне Дубенського повіту.
Навчався на теологічному і філологічному факультетах Варшавського університету. Недовго співпрацював з прокомуністичною пресою («Нові шляхи», Львів), переїхав до Варшави, вступив на режисерське відділення Варшавського інституту театрального мистецтва (провчився 3 роки).
Із 1939-го працював педагогом та режисером Будинку піонерів у Дубні. В Дубно заснував і очолював українське видавництво «Лад» та відкрив Волинський музичний інститут імені Леонтовича що діяли під час німецької окупації. Був причетний до створення газети «Волинь».
Під час другої світової війни вчителював, з початку німецької окупації України працював у відділі освіти та виховання в Дубні, згодом працював у газеті «Волинь». Був заарештований німцями як заручник. У 1944 році був вивезений до Німеччини, перебував у таборах для переміщених
осіб у Західній Німеччині й Австрії. Почав редагувати журнал «Керма» (Зальцбург). Помер 22 липня 1946 року у Зальцбурзі (Австрія). Писав українською і польською мовами.

## Творчість
Автор поеми «Дев'ятий вал» (1930), збірки поезій «Провісні кадри» (1932), збірки нарисів «Шевченкова ера» (1942); повісті «Тіні над прикренями»; драматичних творів «Іменем» (1933), «Єретик» (1936), «Розкопи», «Мікроби», «Суд над Дон Жуаном», комедії «Манко покрите», казок «Громадка гномика Дадка», «Казка темного бору» (1938) та інші. Підготував і видав підручники «Звучня» та «Основи граматики і правопису» (1942). Частина творів не друкувалася.
Напередодні Другої світової вийшла друком п'єса для дітей «Казка темного бору». Тоді ж були написані драма «Єретик» і повість «Погоринська рапсодія», або «Тіні над прикренями». У 1933 році Коломієць написав польською мовою п'єсу «Іменем» і отримав першу нагороду на конкурсі драматургів у Варшаві. Згодом пройнявся комуністичними ідеями, однак незабаром зрозумів суть тоталітарного режиму. Так з'явилися його твори «Повернувши від виборчої урни», «Мої помилки», «Черга і мегафон» із циклу «З років покути і прозріння».
Написав підручник есперанто для українців.
Окремі видання:
- Коломиєць А. Вірші // Координати: Антологія сучасної поезії на Заході. — Мюнхен: Сучасність, 1969. — Т. 1. — С. 283–288.
- Коломиєць А. Казки. — Зальцбург: Нові дні, 1946. — 45 с.
- Коломиєць А. Левенята житимуть. Гротеска. — Львів: Листки мистецтва, б.р. — 16 с.
- Коломиєць А. Тарасів день. Сценка для театру. — Нью-Йорк: Говерла, 1958. — 16 с.

## Вшанування спадщини
У 2005 році з нагоди 100-річчя Авеніра Коломийця майже чотирикілометрову центральну вулицю Городця перейменували — із Жовтневої на вулицю Авеніра Коломийця. Тут встановили його меморіальну дошку, започаткували Алею письменників, щороку проводять літературне свято «Городецький автограф».
Дубенська організація Національної Спілки письменників України 15 квітня 1998 року започаткувала Міжнародну літературно-мистецьку премію імені Авеніра Коломийця.